# 嶺南駅伝
嶺南駅伝競走大会（れいなんえきでんきょうそうたいかい）は福井新聞社、福井県嶺南地方の市町、教育委員会、スポーツ協会が主催する福井県最大規模の駅伝大会。
2014年まで小浜市から敦賀市のコースで行われていたが2015年の中止を挟んで2016年以降は小浜市と敦賀市の持ち回り開催となった。
2022年までに67回開催された。

## 概要
嶺南駅伝は1955年（昭和30年）に創設。2015年は中止。一般の部と高校の部の2部門開催されていた。

## コース
コースは2014年までは小浜市役所前から敦賀市総合運動公園陸上競技場までの9区間約50kmコースであった。2016年からは敦賀・小浜の持ち回り開催となった。